# Tola Szlagowska
Tola Klara Szlagowska (ur. 27 listopada 1993 w Warszawie) – polska piosenkarka i kompozytorka. W latach 2005–2008 była wokalistką zespołu Blog 27, a od 2011 roku prowadzi solową działalność muzyczną jako Tola.

## Życiorys
Jest córką perkusisty Jarosława Szlagowskiego, który występował m.in. z takimi zespołami jak Oddział Zamknięty, Lady Pank i Maanam, oraz Żanety Szlagowskiej, która pracowała w wytwórni Universal Music Polska. Ma starszego brata Jana, perkusistę i prezentera telewizyjnego.
W 2005 roku, razem z Alicją Boratyn, założyła duet muzyczny Blog 27. Grupa wydała dwa albumy studyjne, <LOL> i Before I’ll Die..., wylansowała takie przeboje jak „Uh La La La”, „Hey Boy (Get Your Ass Up)”, „Wid Out Ya” i „Cute (I’m Not Cute!)”, oraz zdobyła międzynarodową popularność. W 2008 Szlagowska wystąpiła w serialu 39 i pół jako Ola, wokalistka zespołu B27. Jeszcze w tym samym roku zakończyła działalność Blog 27 i wyjechała do USA, gdzie rozpoczęła naukę w Alexander Hamilton High School, a później Los Angeles College of Music.
W latach 2011–2012 wydała serię singli, które określiła nazwą Mental Detox, w tym „Muse” i „Let It Go”, które spotkały się z pozytywnym odbiorem, oraz dwa utwory w języku polskim. Teledysk „Muse” brał udział w selekcji reprezentanta Polski do konkursu OGAE Video Contest 2011. W tamtym czasie jej menedżerką krótko była Maja Sablewska.
W 2018 roku Tola powróciła z nowym wizerunkiem i singlem „Atmosphere”, dystrybuowanym przez Warner Music Poland, który spotkał się z pozytywnym odbiorem. Jej pierwsza płyta solowa, Subtitles, została wydana niezależnie przez label Humans on Earth w lutym 2021, promowana przez nowy singel, „Recycled/Fragile”.

## Dyskografia

### Wydane z Blog 27
- <LOL> (2005)
- Before I’ll Die... (2008)

### Solowe
| Rok  | Dane dot. albumu                                                                                                |
| ---- | --- |
| 2021 | Subtitles - Data wydania: 26 lutego 2021 - Wytwórnia: Humans on Earth - Format: CD, digital download, streaming |

### Single
| Rok  | Tytuł                 | Album     |
| ---- | --------------------- | --------- |
| 2011 | „Don’t Go”            | –         |
| 2011 | „Muse”                | Subtitles |
| 2011 | „Everything Personal” | –         |
| 2011 | „Let It Go”           | –         |
| 2012 | „Agrafka”             | –         |
| 2012 | „Rzeczywistość”       | –         |
| 2012 | „Unnecessary”         | –         |
| 2018 | „Atmosphere”          | Subtitles |
| 2021 | „Recycled/Fragile”    | Subtitles |
| 2021 | „First Love”          | Subtitles |